# Cratere Stravinsky
Stravinsky  è un cratere sulla superficie di Mercurio.